# جان ماریا ولونته
جان ماریا وُلونته (ایتالیایی: Gian Maria Volonté؛ ‏ ۹ آوریل ۱۹۳۳ – ۶ دسامبر ۱۹۹۴) هنرپیشه اهل ایتالیا بود که بین سال‌های ۱۹۵۷ تا ۱۹۹۳ میلادی فعالیت می‌کرد.

## فیلم‌شناسی
از فیلم‌هایی که در آن نقش داشته می‌توان به آثار زیر اشاره کرد.
- دختری با یک چمدان (۱۹۶۱، به کارگردانی والریو زورلینی)
- مردی برای سوزاندن (۱۹۶۲، به کارگردانی برادران تاویانی و والنتینو اورسینی)
- به خاطر یک مشت دلار (۱۹۶۴، به کارگردانی سرجو لئونه)
- بی‌غیرت ارجمند (۱۹۶۴)
- به خاطر چند دلار بیشتر (۱۹۶۵، به کارگردانی سرجو لئونه)
- ارتش برانکالئونه (۱۹۶۶، به کارگردانی ماریو مونیچلی)
- یک گلوله برای همه (۱۹۶۶)
- ساحره عاشق (۱۹۶۶)
- صلاح مملکت خویش (۱۹۶۷، به کارگردانی الیو پتری)
- زیر نشان عقرب (۱۹۶۹ به کارگردانی برادران تاویانی
- بازجویی از یک شهروند دور از سوءظن (۱۹۷۰، به کارگردانی الیو پتری)
- دایره سرخ (۱۹۷۰، به کارگردانی ژان-پیر ملویل)
- ساکو و وانزتی (فیلم) (۱۹۷۱، به کارگردانی جولیانو مونتالدو)
- طبقه کارگر به بهشت می‌رود (۱۹۷۷، به کارگردانی الیو پتری)
- ماجرای ماتئی (۱۹۷۲، به کارگردانی فرانچسکو رزی)
- لاکی لوچانو (فیلم) (۱۹۷۳، به کارگردانی فرانچسکو رزی)
- جوردانو برونو (فیلم) (۱۹۷۳، به کارگردانی جولیانو مونتالدو)
- مظنون (فیلم ۱۹۷۵) (۱۹۷۵، به کارگردانی فرانچسکو ماسلی)
- نامه‌هایی از ماروسیا (۱۹۷۶، به کارگردانی میگل لیتین)
- مسیح در ابولی توقف کرد (۱۹۷۹، به کارگردانی فرانچسکو رزی)
- مادام کاملیا (فیلم) (۱۹۸۱، به کارگردانی مائورو بولونینی)
- وقایع‌نگاری یک مرگ ازپیش‌اعلام‌شده (فیلم) (۱۹۸۷، به کارگردانی فرانچسکو رزی)
- درهای باز (فیلم) (۱۹۹۰، به کارگردانی جانی آملیو)
- یک داستان ساده